# Glenea dohertyi
Glenea dohertyi är en skalbaggsart som beskrevs av Charles Joseph Gahan 1907. Glenea dohertyi ingår i släktet Glenea och familjen långhorningar. Inga underarter finns listade i Catalogue of Life.